# Osmaniye (province)
La province d’Osmaniye est une des 81 provinces de la Turquie. Sa préfecture se trouve dans la ville éponyme d’Osmaniye.

## Géographie
Sa superficie est de 3 320 km2.

## Population
En 2021, la province est peuplée d'environ 553 012 habitants, soit une densité de population d'environ 167 hab./km2.
| 2000    | 2001    | 2002    | 2003    | 2004    | 2005    | 2006    | 2007    |
| ------- | ------- | ------- | ------- | ------- | ------- | ------- | ------- |
| 411 163 | 417 418 | 423 214 | 428 943 | 434 930 | 441 108 | 447 428 | 452 880 |

| 2008    | 2009    | 2010    | 2011    | 2012    | 2013    | 2014    | 2015    |
| ------- | ------- | ------- | ------- | ------- | ------- | ------- | ------- |
| 464 704 | 471 804 | 479 221 | 485 357 | 492 135 | 498 981 | 506 807 | 512 873 |

| 2016    | 2017    | 2018    | 2019    | 2020    | 2021    | 2022    | 2023    |
| ------- | ------- | ------- | ------- | ------- | ------- | ------- | ------- |
| 522 175 | 527 724 | 534 415 | 538 759 | 548 556 | 553 012 | 559 405 | 557 666 |

## Administration
La province est administrée par un préfet (en turc : vali>)

## Subdivisions
La province est divisée en 7 districts (en turc : ilçe, au singulier).